# Brăila (distrito)

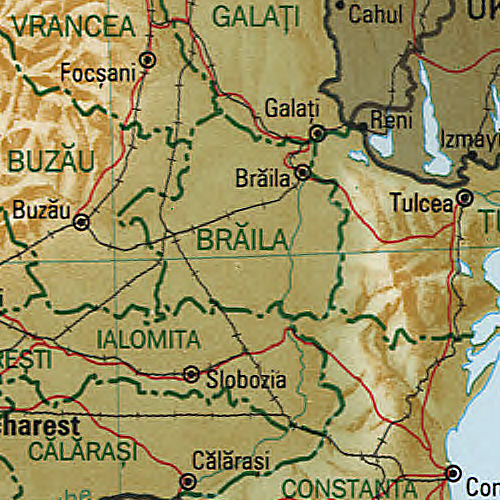
Mapa de Brăila.

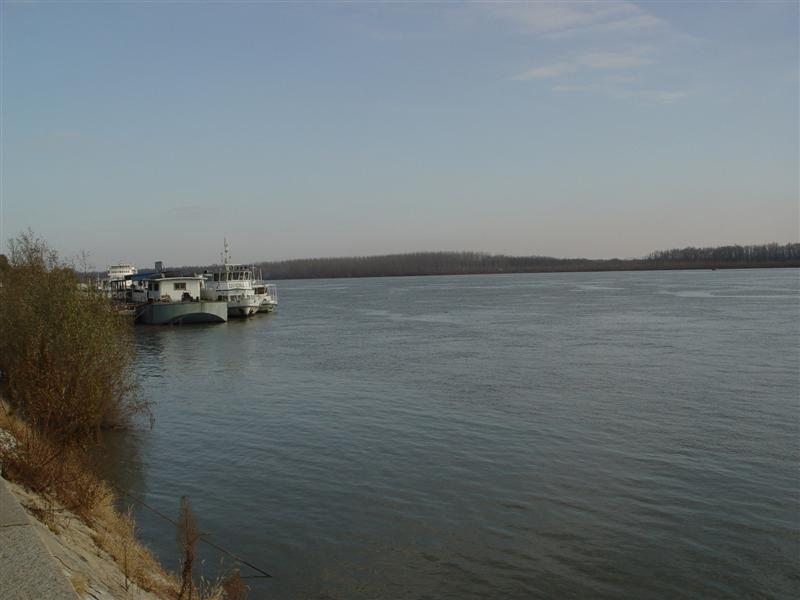
Danúbio na cidade de Brăila.

Brăila é um județ (distrito) da Romênia, na região da Valáquia. Sua capital é a cidade de Brăila.

## Geografia
O distrito de Brăila possui uma área total de 4.766 km². Toda a área do distrito está localizada em uma zona de relevo bastante plano: a planície de Bărăgan, uma das melhores áreas para cultivo de cereais da Romênia.
No leste corre o rio Danúbio, que forma a Grande Ilha de Brăila, rodeada pelos canais de Măcin, Cremenea e Valciu. No norte corre o rio Siret e no noroeste o rio Buzău.

### Limites
- Tulcea a leste;
- Buzău a oeste;
- Galați e Vrancea ao norte;
- Ialomița e Constanța.

## Demografia
Em 2002, o distrito possuia uma população de 373.174 habitantes e densidade demográfica de 78 habitantes/km².

### Grupos étnicos
- Romenos - 97,2%[1]
- Ciganos - 1,6%
- Russos lipovanos - 0,9%

### Evolução da população
| \| Ano \| População[2] \| \| ---- \| ------------ \| \| 1930 \| 237.549 \| \| 1948 \| 271.251 \| \| 1956 \| 297.276 \| \| 1966 \| 339.954 \| \| 1977 \| 377.954 \| \| 1992 \| 392.031 \| \| 2002 \| 373.174 \| |           |
| Ano | População |
| 1930 | 237.549   |
| 1948 | 271.251   |
| 1956 | 297.276   |
| 1966 | 339.954   |
| 1977 | 377.954   |
| 1992 | 392.031   |
| 2002 | 373.174   |

## Economia
A agricultura é a principal atividade econômica do distrito. As indústrias se concentram quase que totalmente ao redor da cidade de Brăila.
As principais atividades industriais são:
- indústria alimentícia;
- indústria têxtil;
- indústria de componentes mecênicos.

Na cidade de Brăila se encontra um importante porto que chegou a ser o maior porto de cereais da Romênia.

## Turismo
As principais atrações turísticas são:
- a cidade de Brăila;
- o resort de Lacu Sărat.

## Divisões administrativas
Brăila possui 1 município, 3 cidades e 40 comunas.

### Municípios
- Brăila

### Cidades
- Ianca
- Însurăței
- Făurei

### Comunas
| - Bărăganul - Berteștii de Jos - Bordei Verde - Cazasu - Chiscani - Ciocile - Cireșu - Dudești - Frecăței - Galbenu | - Gemenele - Grădiștea - Gropeni - Jirlău - Mărașu - Măxineni - Mircea Vodă - Movila Miresii - Racovița - Râmnicelu | - Romanu - Roșiori - Salcia Tudor - Scorțaru Nou - Siliștea - Stăncuța - Surdila-Găiseanca - Surdila-Greci - Șuțești - Tichilești | - Traian - Tudor Vladimirescu - Tufești - Ulmu - Unirea - Vădeni - Victoria - Vișani - Viziru - Zăvoaia |